# Galalit

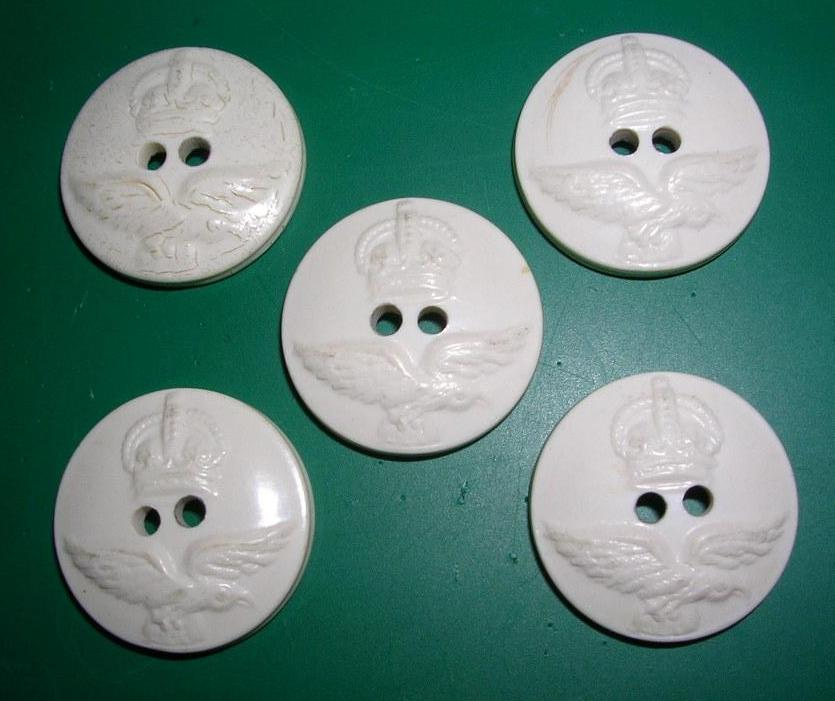
Knappar av galalit

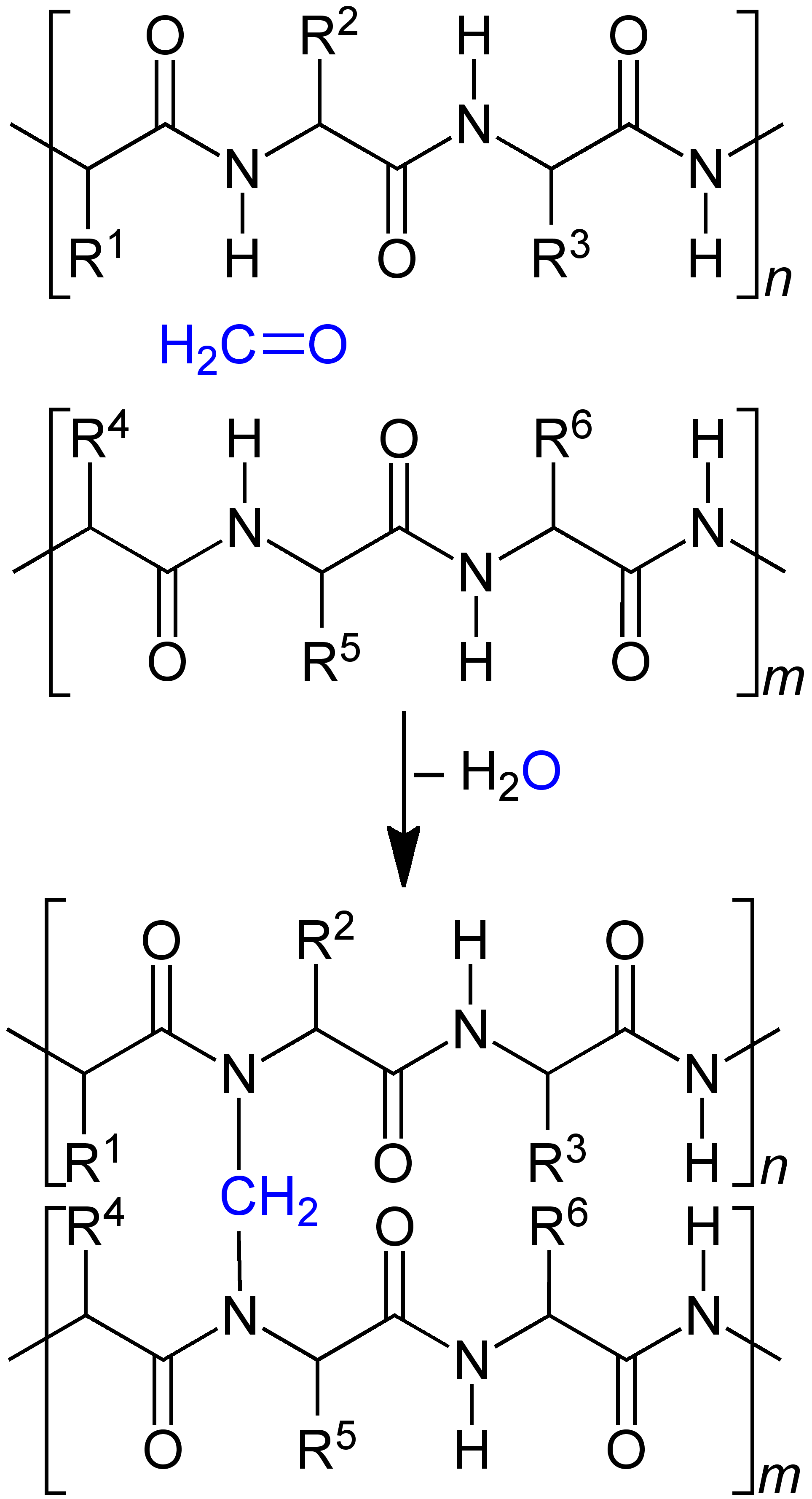

Galalit är en förening mellan kasein och formaldehyd. Den utgörs av ett finpulveriserat, syrefritt ostämne och tillverkas av skummjölk, ältas varmt med 20–35 procent vatten, eventuellt med tillsats av färg- och fyllnadsämnen. Det pressas sedan till block, stänger eller ark och torkas tills det håller cirka 30 procent vatten. Därefter ”härdas” produkten genom neddoppning i 4–5-procentig formalinlösning, en process som är mycket långvarig och kan ta upp till flera veckor.
Den färdiga produkten är en hornartad massa, som är lätt att bearbeta och polera.
A. Spitteler var den som på 1890-talet utforskade kaseinplaster för skapande av konstmassor av materialet. På grund av hans 1900 uttagna patent på materialet kom man i Frankrike att börja kalla konstmassan Galalit.

## Användning
Galalit hade förr stor användning som ersättning för horn, ben, sten o dylikt för prydnadssaker och olika bruksföremål, som till exempel knappar. Galalit hävdade sig väl vid sidan av plasterna på grund av egenskaper som ljusäkthet, frihet från lukt och smak, brandsäkerhet och biologisk nedbrytbarhet.
När tillverkningen av petroleumbaserad plast började öka efter andra världskriget kunde galaliten inte klara konkurrens i den kommersiella användningen, även om tillverkningen fortsatte i Brasilien fram till 1960-talet.
Även om formaldehydens cancerframkallande egenskaper idag är kända, kan galalit fortfarande lätt framställas av mjölk och vinäger för hantverksändamål.